# Reynoldsia coxata
Reynoldsia coxata är en tvåvingeart som beskrevs av Malloch 1934. Reynoldsia coxata ingår i släktet Reynoldsia och familjen husflugor. Inga underarter finns listade i Catalogue of Life.